# Cseh női kézilabda-bajnokság (első osztály)
Az Extraliga a legmagasabb osztályú cseh női kézilabda-bajnokság. A bajnokságot 1994 óta rendezik meg. Jelenleg tizenkét csapat játszik a bajnokságban, a legeredményesebb klub, egyben a címvédő a Baník Most.

## Kispályás bajnokságok
| Év   | 1. hely                                           | 2. hely                                           | 3. hely                                           |
| ---- | ------------------------------------------------- | ------------------------------------------------- | ------------------------------------------------- |
| 1994 | Slavia Praha                                      | HC Zlín                                           | DHK Olomouc                                       |
| 1995 | HC Zlín                                           | Slavia Praha                                      |                                                   |
| 1996 | HC Zlín                                           | DHK Olomouc                                       |                                                   |
| 1997 | HC Ostrava                                        | HC Veselí                                         |                                                   |
| 1998 | HC Ostrava                                        | Slavia Praha                                      | HC Veselí                                         |
| 1999 | Slavia Praha                                      | HC Veselí                                         |                                                   |
| 2000 | Slavia Praha                                      | Lokomotiva Cheb                                   | DHK Olomouc                                       |
| 2001 | Slavia Praha                                      | HC Zlín                                           |                                                   |
| 2002 | Slavia Praha                                      | HC Zlín                                           | DHK Olomouc                                       |
| 2003 | DHK Olomouc                                       | Slavia Praha                                      | HC Zlín                                           |
| 2004 | DHK Olomouc                                       | Slavia Praha                                      | HC Zlín                                           |
| 2005 | HC Zlín                                           | HC Veselí                                         | Slavia Praha                                      |
| 2006 | HC Veselí                                         | Slavia Praha                                      | DHK Olomouc                                       |
| 2007 | Slavia Praha                                      | HC Veselí                                         | DHK Olomouc                                       |
| 2008 | DHK Olomouc                                       | HC Veselí                                         | Slavia Praha                                      |
| 2009 | HC Veselí                                         | DHK Olomouc                                       | Slavia Praha                                      |
| 2010 | Slavia Praha                                      | HC Veselí                                         | DHK Olomouc                                       |
| 2011 | HC Veselí                                         | Slavia Praha                                      | HC Zlín                                           |
| 2012 | Sokol Poruba                                      | HC Veselí                                         | Sokol Písek                                       |
| 2013 | Baník Most                                        | Sokol Poruba                                      | Slavia Praha                                      |
| 2014 | Baník Most                                        | Slavia Praha                                      | Sokol Poruba                                      |
| 2015 | Baník Most                                        | Sokol Poruba                                      | Slavia Praha                                      |
| 2016 | Baník Most                                        | Slavia Praha                                      | Sokol Poruba                                      |
| 2017 | Baník Most                                        | Slavia Praha                                      | Zora Olomouc                                      |
| 2018 | Baník Most                                        | Slavia Praha                                      | SHK Veselí                                        |
| 2019 | Baník Most                                        | Slavia Praha                                      | Sokol Poruba                                      |
| 2020 | A koronavírus-járvány miatt nem avattak bajnokot. | A koronavírus-járvány miatt nem avattak bajnokot. | A koronavírus-járvány miatt nem avattak bajnokot. |
| 2021 | Baník Most                                        | Slavia Praha                                      | Sokol Poruba                                      |
| 2022 | Baník Most                                        | DHC Plzeň                                         | Zora Olomouc                                      |
| 2023 | Slavia Praha                                      | Baník Most                                        | Zora Olomouc                                      |
| 2024 | Baník Most                                        | Házená Kynžvart                                   | Sokol Písek                                       |
| 2025 | Baník Most                                        | Slavia Praha                                      | Házená Kynžvart                                   |

## Lásd még
- Cseh férfi kézilabda-bajnokság (első osztály)
- Csehszlovák női kézilabda-bajnokság (első osztály)